# Desmosoma tyrrhenicum
Desmosoma tyrrhenicum är en kräftdjursart som beskrevs av Eugenio Fresi och Schiecke 1969. Desmosoma tyrrhenicum ingår i släktet Desmosoma och familjen Desmosomatidae. Inga underarter finns listade i Catalogue of Life.